# К.А. Росетті (комуна, Бузеу)
К.А. Росетті (рум. C.A. Rosetti) — комуна у повіті Бузеу в Румунії. До складу комуни входять такі села (дані про населення за 2002 рік):
- Белтень (566 осіб)
- Билхаку (227 осіб)
- Візірень (487 осіб)
- К.А. Росетті (1002 особи) — адміністративний центр комуни
- Коту-Чорій (694 особи)
- Лунка (1278 осіб)

Комуна розташована на відстані 108 км на північний схід від Бухареста, 29 км на південний схід від Бузеу, 79 км на південний захід від Галаца, 139 км на південний схід від Брашова.

## Населення
За даними перепису населення 2002 року у комуні проживали 4254 особи.
Національний склад населення комуни:
| Національність | Кількість осіб | Відсоток |
| -------------- | -------------- | -------- |
| румуни         | 4238           | 99,6%    |
| цигани         | 16             | 0,4%     |

Рідною мовою назвали:
| Мова      | Кількість осіб | Відсоток |
| --------- | -------------- | -------- |
| румунська | 4250           | 99,9%    |
| циганська | 4              | 0,1%     |

Склад населення комуни за віросповіданням:
| Релігія       | Кількість осіб | Відсоток |
| ------------- | -------------- | -------- |
| православні   | 4205           | 98,8%    |
| адвентисти    | 41             | 1,0%     |
| римо-католики | 5              | 0,1%     |
| п'ятдесятники | 1              | < 0,1%   |

## Зовнішні посилання
- Дані про комуну К.А. Росетті на сайті Ghidul Primăriilor [Архівовано 14 червня 2010 у Wayback Machine.]